# Greve dos controladores de tráfego aéreo de 1981
A greve dos controladores de tráfego aéreo de 1981 (Estados Unidos, 3 de agosto de 1981 — 5 de agosto de 1981) foi um movimento organizado pela PATCO — Professional Air Traffic Controllers Organization (em português, Sindicato dos Profissionais de Controle de Tráfego Aéreo), sindicato que buscou a obtenção de melhorias nas condições de trabalho vigentes para a categoria, entre as quais revisão salarial, redução da jornada trabalho de 40 para 32 horas semanais, além de aposentadoria após vinte anos de serviço. Ainda que rapidamente reprimida pela administração do então Presidente Ronald Reagan, a mobilização passaria para a história do sindicato, como símbolo de resistência dos movimentos dos trabalhadores estadunidenses.

## Mobilização

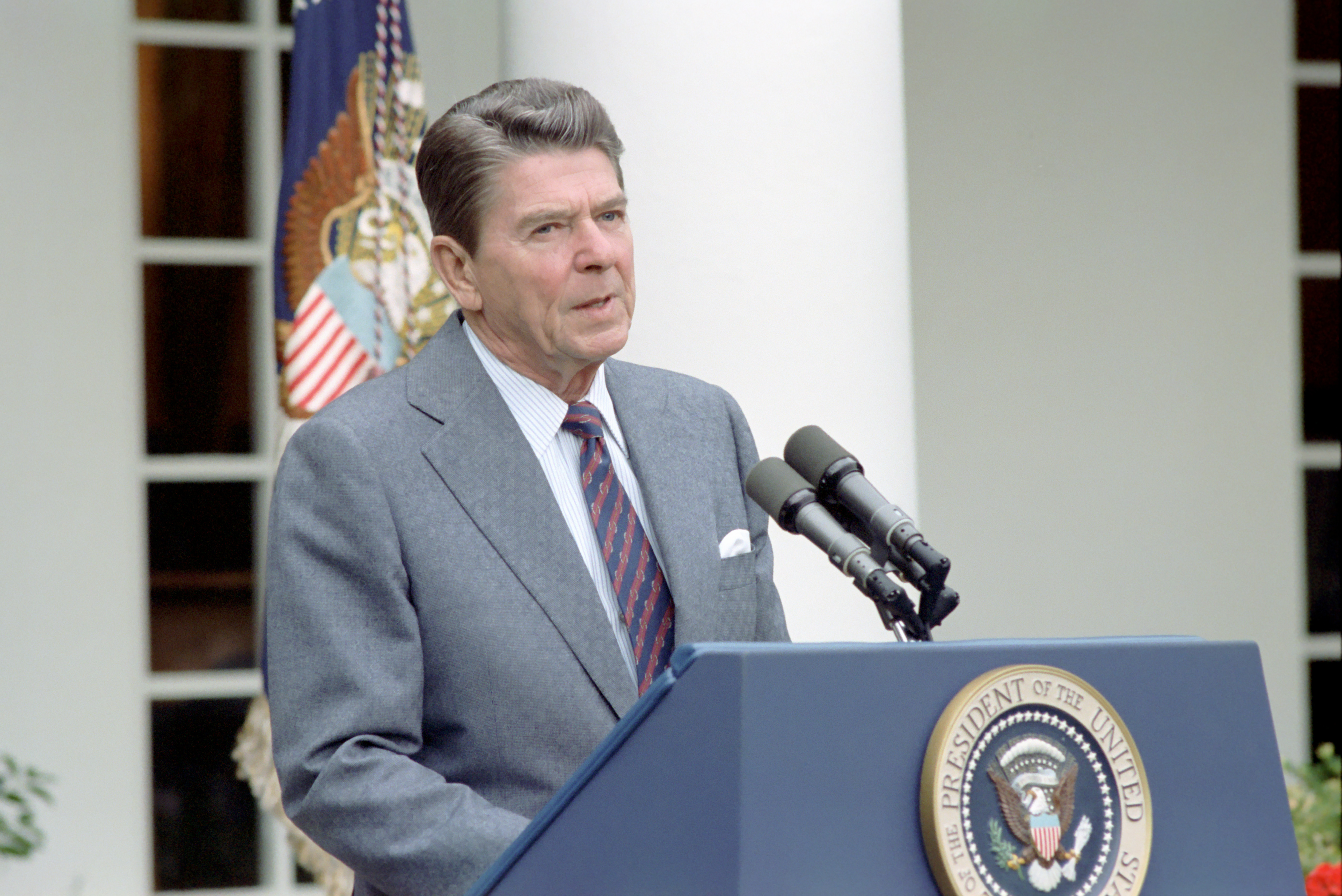
Ronald Reagan, em pronunciamento a 3 de agosto de 1981, declara a greve ilegal e ordena que os controladores de tráfego aéreo voltem ao trabalho

Em 3 de agosto de 1981, cerca de 13.000 de um total de 17.000 controladores de tráfego aéreo dos Estados Unidos, todos funcionários públicos contratados pela Administração Federal de Aviação – FAA, entraram em greve, depois que um processo de cerca de 7 meses de negociação para a formalização de um novo contrato coletivo de trabalho para a categoria acabou sendo rompido. Mídia e opinião pública logo se posicionaram contra a greve, que não apenas paralisou os transportes comerciais, como também causou prejuízos para o público em geral.
Apenas quatro horas após o início da greve, Reagan determinou que os controladores de tráfego aéreo voltassem ao trabalho em, no máximo, 48 horas, argumentando que o movimento da categoria colocava em risco a segurança nacional.
Paralelo aos acontecimentos, a FAA colocou em prática planos de contingência, buscando diminuir os efeitos da greve da PATCO. O secretário de transportes Drew Lewis organizou cerca de 3.000 supervisores, 2.000 controladores de voo que não haviam aderido à greve e 900 controladores de voo militares para substituir os grevistas na atividade de controle do tráfego aéreo dos aeroportos. A agência estadunidense priorizou voos regulares nos principais aeroportos, procurando manter 50% dos voos disponíveis durante os horários de pico. Embora os grevistas tenham feito com que um total de 7.000 voos fossem cancelados, o tráfego limitado e o aumento dos esforços de monitoramento conseguiram, em pouco tempo, fazer com que cerca de 80% dos voos regulares das companhias aéreas se encontrassem operacionais. Os membros da PATCO esperavam o controle de tráfego aéreo não pudesse funcionar com a devida segurança sem eles, e não anteviram que a FAA fosse tentar operar sem 85% de sua experiente força de trabalho.
Mesmo com o ultimato presidencial e a declaração de ilegalidade do movimento grevista, quando o prazo para retorno ao trabalho chegou ao fim, em 5 de agosto de 1981, às 11 horas da manhã, apenas 10% do efetivo acabou voltando ao trabalho. Isso levou Reagan a, com base na lei Taft-Hartley, de 1947, que criminaliza a greve em serviços públicos essenciais, a exonerar 11.359 grevistas, banindo-os permanentemente do serviço público e ocasionando a maior derrota sindical dos últimos 60 anos, nos Estados Unidos.

## Consequências
Em 22 de outubro de 1981, a Federal Labor Relations Authority descertificou a PATCO, fazendo deste o primeiro sindicato federal a passar por esta condição. Em junho de 1987, a NATCA, entidade sucessora à PATCO, tornou-se oficialmente a única entidade autorizada a realizar negociações trabalhistas em nome de controladores de tráfego aéreo junto à FAA. Em 1991, apesar da não obrigatoriedade de filiação, cerca de 70% dos controladores de voo em atividade eram membros da entidade.
As interrupções no ecossistema da aviação após a greve fizeram com que a FAA percebesse que precisava criar um planejamento de longo prazo para um processo de modernização. Em janeiro de 1982, a agência divulgou publicamente o primeiro National Airspace System (NAS) Plan, seu Plano Anual do Sistema Nacional de Espaço Aéreo, um projeto abrangente, com duração de 20 anos, visando o desenvolvimento e implantação de um sistema de controle de tráfego e navegação aérea de última geração, para acomodar o crescimento projetado em viagens aéreas.
A greve de 1981 provocou uma escassez duradoura e considerável de controladores de tráfego aéreo, problema que se estendeu até a administração de George H. W. Bush. Em 12 de agosto de 1993, o então presidente Bill Clinton revogou a proibição de Reagan de recontratar grevistas da PATCO como controladores de tráfego aéreo e, em 2006, cerca de 850 foram recontratados pela FAA.